# Żurawno (gmina)
Żurawno (wcześniej Żórawno) – dawna gmina wiejska w powiecie żydaczowskim województwa stanisławowskiego II Rzeczypospolitej. Siedzibą gminy było miasto Żurawno, które stanowiło osobną gminę miejską (podczas okupacji pozbawione praw miejskich i włączony do gminy).
Gminę utworzono 1 sierpnia 1934 r. w ramach reformy na podstawie ustawy scaleniowej z dotychczasowych gmin wiejskich: Bujanów, Czerteż, Dubrawka, Korczówka, Kotoryny, Lachowice Podróżne, Lachowice Zarzeczne, Lutynka, Łysków, Manasterzec, Mielnicz, Nowoszyny, Protesy, Tarnawka i Włodzimierce.
Pod okupacją część gminy włączono do nowej gminy Lachowice Zarzeczne.
Po II wojnie światowej obszar gminy znalazł się w ZSRR.